# Horacio Echevarrieta
Horacio Echevarrieta Maruri (Bilbao, 15 de septiembre de 1870-Baracaldo, 20 de mayo de 1963) fue un empresario, industrial y político español. 
Destacó por su iniciativa emprendedora, que lo llevó a estar presente en muchas áreas de negocio, desde la explotación minera hasta el negocio inmobiliario (participó en la construcción y urbanización del ensanche bilbaíno y madrileño así como en la construcción del metropolitano barcelonés), pasando por la construcción naval y de armamento hasta su presencia en medios de comunicación (fundó el periódico El Liberal y participó en Unión Radio, la actual Cadena SER) o en la aerolínea Iberia o el sector eléctrico con empresas como Saltos del Duero (que luego sería Iberdrola). 
Además, destacó en la construcción naval con su astillero Echevarrieta y Larrinaga (lo que luego sería Astilleros de Cádiz S.A. y actualmente Astilleros Españoles), de donde salieron barcos como el buque escuela de la armada española Juan Sebastián Elcano, la reconstitución de la carabela Santa María encargo de Julio Guillén Tato para la Exposición Iberoamericana de Sevilla de 1929 y pasaría a formar parte de la Armada Española y el prestigioso submarino E-1, el más avanzado de su tiempo.
Echevarrieta siguió la senda política de su padre, de pensamiento republicano, y participó en política, teniendo representación parlamentaria hasta 1917. Hombre serio y de palabra, se encargó con éxito de la negociación para la liberación de los prisioneros españoles en Marruecos tras el llamado desastre de Annual, con lo cual adquirió un gran prestigio. Sus ideas republicanas no fueron obstáculo para mantener una amistad personal con el rey Alfonso XIII, aunque rechazó el título de "marqués del Rescate" que este le ofreció como agradecimiento por sus labores negociadoras en África.
Desarrolló una amplia e intensa actividad emprendedora y residió en diferentes ciudades de España. Habiendo nacido en Bilbao y perteneciente a la oligarquía vasca que se asentó en el barrio de Neguri de Guecho, la ciudad de Cádiz fue una en la que su actividad, en este caso sus negocios de astilleros, fue más significativa; por ello fue nombrado por dos veces hijo adoptivo de esa ciudad.

## Biografía
Horacio Echevarrieta nació el 15 de septiembre de 1870 en Bilbao. Su padre era Cosme Echevarrieta Lascurain, insigne político republicano vizcaíno, máximo representante de las fuerzas democráticas de la provincia, quien, en 1869, firmó como representante vizcaíno el llamado Pacto Federal de Éibar, y emprendedor hombre de negocios. Horacio heredó de su padre las bases de su fortuna (varias minas de hierro arrendadas en Vizcaya, dos hectáreas de terreno en el Ensanche de Bilbao y participaciones en dos empresas extractivas nacionales: Fortuna y Sierra Menera) y su actividad política. Ayudó a la enseñante Juana Whitney en la creación de su escuela para mujeres en Bilbao.
Se casó en 1900 con María Madaleno Zárraga y tuvo siete hijos (José María, Horacio, Rafael, Cosme, María del Carmen, Juan Antonio y Amalia Echevarrieta Madaleno).
En 1903 obtiene el acta de diputado a Cortes por la Conjunción Republicano-Socialista hasta 1917, cuando decide abandonar la política y se centra en el negocio familiar tras la muerte de Isidoro Larrinaga, con quien compartía la sociedad de bienes Echevarrieta y Larrinaga.
Durante la Primera Guerra Mundial exporta hierro de sus minas (el hierro vizcaíno ha sido muy apreciado por su calidad) al Reino Unido y a Alemania mediante su propia flota mercante. En 1917 vende los ocho barcos que le quedan, traslada su residencia a Madrid y compra en Cádiz los astilleros de los hermanos Vega-Murguía, que reconvierte en los astilleros Echevarrieta y Larrinaga, lo que a la postre serían Astilleros de Cádiz S.A. y finalmente Astilleros Españoles. El nombre de los astilleros se debe a la comunidad de bienes que heredó de su padre, la Echevarrieta y Larrinaga, fundada en 1882 y dedicada inicialmente a la explotación de minas de hierro o la fabricación de barcos, después pasó a la especulación en solares, como en el ensanche de Bilbao, la Gran Vía de Madrid o el Metropolitano de Barcelona.

## Negocios, política y espionaje
En sus mejores años estuvo en la cima política y social e involucrado en lo que llegarían a ser los negocios más pujantes de España: Iberduero, Iberia, Cementos Portland, etc. Y también en el extranjero, con negocios en Marruecos, promotor del tranvía aéreo sobre el Niágara que diseñó el ingeniero Leonardo Torres Quevedo, etcétera. Igualmente, participó en el desarrollo de la más moderna tecnología que iba a transformar España y Europa en el siglo XX con la construcción de submarinos. Por todo ello, se le comparó con Howard Hughes o William Randolph Hearst, transportado al cine por Orson Welles en Ciudadano Kane.

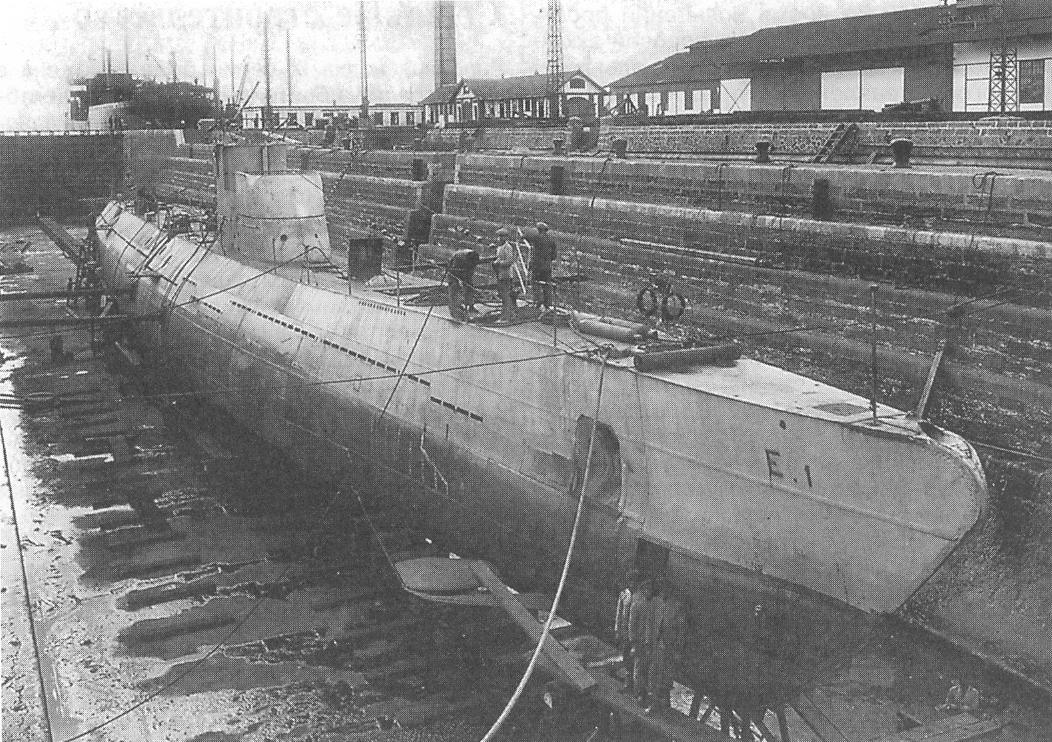
El submarino E-1 en construcción

### Horacio Echevarrieta y Wilhelm Canaris
En la década de mayor expansión económica mundial de los años 1920, el magnate español Horacio Echevarrieta, y el militar y espía alemán Wilhelm Canaris, unieron sus habilidades e influencias para tejer una red de negocios, espionaje y finanzas que iba a marcar, desde sus fábricas y astilleros en España, los grandes avances industriales, tecnológicos y militares del siglo XX.
Canaris llegó a ser almirante y jefe de inteligencia de la Kriegsmarine y la Wehrmacht durante el nazismo en Alemania. Fue jefe de la Abwehr y uno de los cabecillas en varias conspiraciones contra Hitler, principalmente el complot del 20 de julio de 1944 por el que fue condenado a la horca.
Es la imagen típica del espía de entreguerras. Participó de forma activa en la Gran Guerra, convirtiéndose en héroe naval al conseguir mantener a la flota británica en jaque durante meses tras haber salvado su barco, el “Dresde”, en la batalla de las Malvinas.

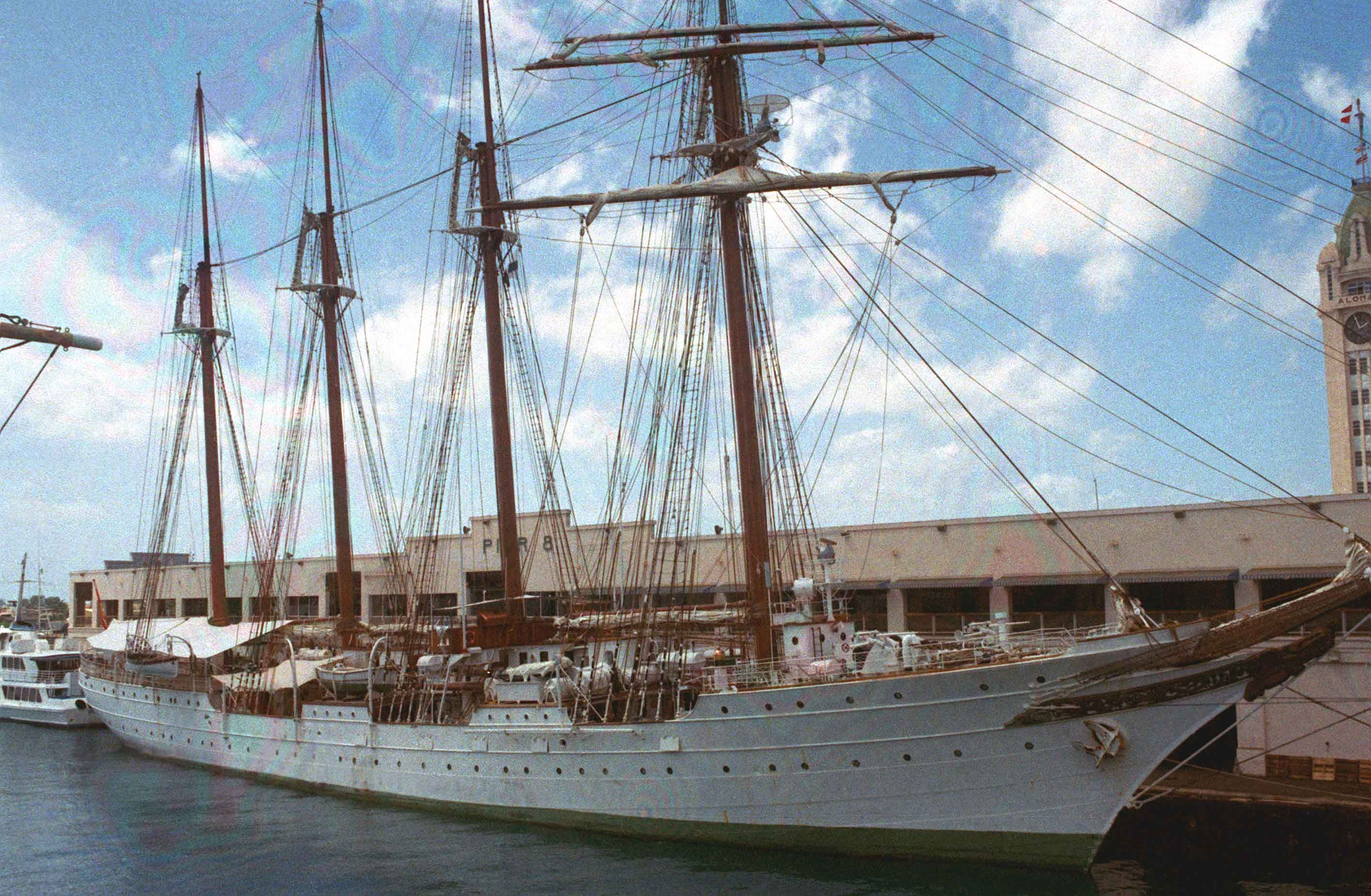
El buque escuela Juan Sebastián Elcano

#### El submarino E-1
El submarino E-1 (Echevarrieta-1) es la obra de ambos, fruto de los astilleros de Echevarrieta, lo mejor de sus astilleros junto con el buque escuela Juan Sebastián Elcano. Decidió llevarlo a cabo fiándose en una base contractual de una conversación con el general Primo de Rivera, entonces máximo dirigente de España. Este carácter verbal del contrato será el elemento de su ruina, cuando ningún gobierno posterior, ni siquiera el de sus compañeros y amigos republicanos, ya en el poder, acceda a comprarle o indemnizarle por el E-1.

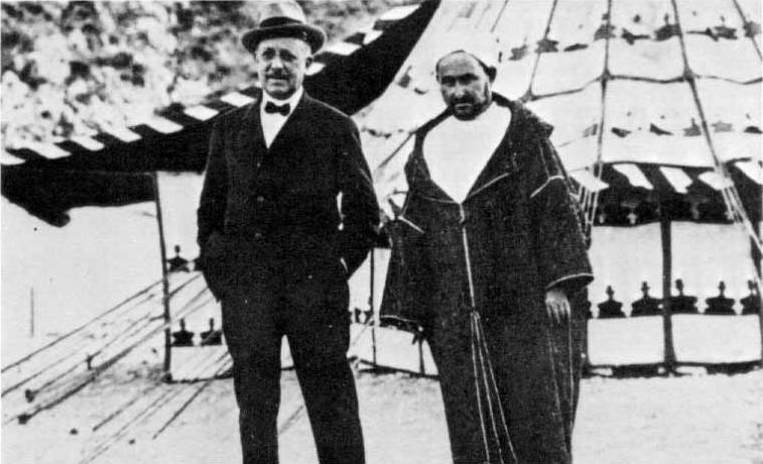
Horacio Echevarrieta y Abd el-Krim

### El rescate de los prisioneros del desastre de Annual
Partiendo de sus buenas relaciones, tanto de negocios como personales, con destacadas personalidades marroquíes de la zona de protectorado español, y bajo indicación del Gobierno en el año 1923, gestionó personalmente la liberación de los prisioneros del desastre de Annual, actividad que se prolongó durante varios meses, con fuertes gastos costeados por su patrimonio. Finalmente llegó con Abd el-Krim a un acuerdo. Llegó incluso a ofrecerse como rehén, pero no se le aceptó a cambio de su palabra. Logró finalmente la libertad de todos los presos sobrevivientes. En reconocimiento a sus servicios, el Gobierno le ofreció el título de "Marqués del Rescate", que rechazó por su convicción republicana.

## Deportes
Horacio destacó también en los deportes, consiguiendo el Primer Premio en la Regata Internacional de Yates a Vela Plymouth-Santander, en 1925,  con su yate María del Carmen Ana sacando seis horas de ventaja al segundo.

## Decadencia y ruina económica
El submarino E-1 fue botado el 22 de octubre de 1930, y pronto se vio que destacaba en todos los aspectos de la navegación submarina, siendo el más avanzado en aquel momento. Unos meses después de la botadura del E-1, el 14 de abril de 1931, se proclama la Segunda República española . Las nuevas autoridades deciden hacer una política pacifista y no apoyar la construcción armamentística, retirando el apoyo a los proyectos de Echevarrieta, el submarino y la Fábrica Nacional de Torpedos. Mientras que Echevarrieta es compensado económicamente por la Fábrica Nacional de Torpedos, el E-1 es ignorado por el gobierno de la república al no haber un contrato firmado. Aunque Azaña estaba interesado, su salida del gobierno frustró todas las esperanzas de Echevarrieta. Está situación hace que las pérdidas del proyecto se eleven y que Echevarrieta se vea obligado, para salvar el astillero, a vender buena parte de su patrimonio. En mayo de 1935 el gobierno da la orden de capacitación "temporal y provisionalmente" de los astilleros. Tras la Guerra Civil los golpistas se quedan con el astillero hasta que en 1940 se lo devuelven.

### CasoTurquesa
El 11 de septiembre de 1934 Horacio Echevarrieta y su amigo Indalecio Prieto son detenidos en el pueblo asturiano de San Esteban de Pravia desembarcando del mercante Turquesa un cargamento de armas como parte de los preparativos de la llamada Revolución de Asturias. El caso fue instruido por el juez especial Alarcón. A finales de septiembre, nuevas diligencias judiciales descubrieron que el Consorcio de Industrias Militares envió a Echevarrieta 80 granadas fabricadas en este establecimiento militar a través del súbdito portugués Alejandro da Silva, que las dejó depositadas en el domicilio del empresario, calle Marqués de Cubas. Además la policía encontró en el domicilio del portugués una estación de radio. El caso fue juzgado y los acusados encarcelados en la cárcel Modelo de Madrid, coincidiendo durante su estancia en prisión con Santiago Carrillo.

### Dictadura franquista
En 1951 el gobierno franquista incauta definitivamente los astilleros, que habían quedado muy dañados por la la explosión de un polvorín en Cádiz en 1947, pasando a formar parte del Instituto Nacional de Industria (INI) con el nombre de Astilleros de Cádiz, de los que Echevarrieta recibiría una participación. Tras esta pérdida, el último gran negocio de lo que fue su imperio, se retira a la casa familiar de Munoa en el barrio de Llano de Baracaldo donde muere el 20 de mayo de 1963 a los 92 años de edad.

### Herencia

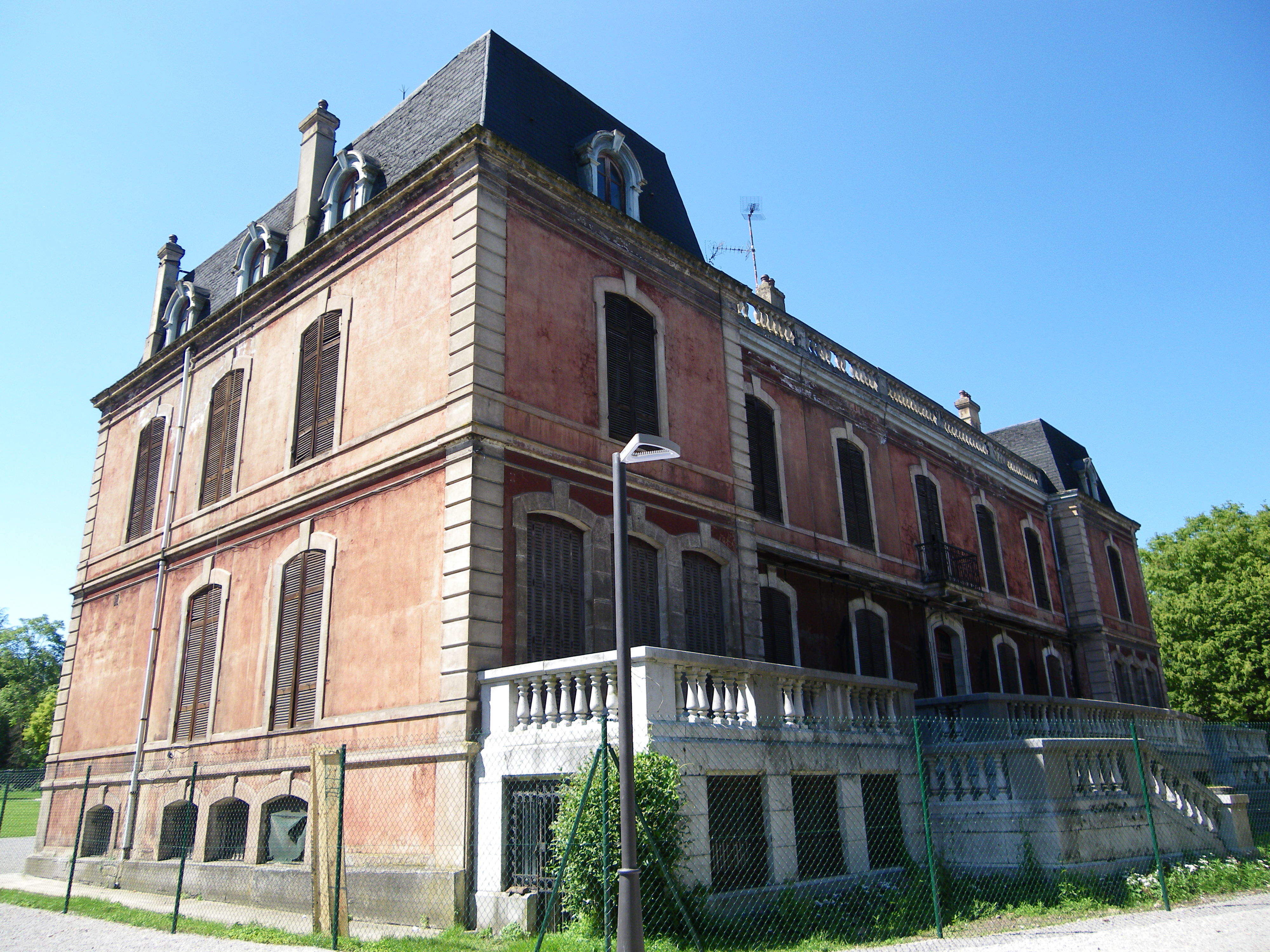
El Palacio Munoa, en Baracaldo, última residencia de Horacio Echevarrieta.

Una de sus últimas propiedades fue el Palacio Munoa, construido en el siglo XVIII de estilo segundo imperio , en Llano (Baracaldo), residencia donde falleció. La finca tiene una superficie de 64652 m² y está protegida como monumento, lo que limita la posibilidad de realizar grandes obras.
En el año 2014 el Ayuntamiento de Baracaldo se hace con la finca tras pagar por su expropiación 18 millones de euros, por sentencia judicial, a los herederos de Horacio Echevarrieta. El jardín, tras su urbanización, se convierte en parque público que se inaugura en la primavera de 2015.
El palacio que construyó en punta Begoña en Guecho, sobre el abra, fue derruido y sobre el solar se alzan viviendas de alto poder adquisitivo. Queda en estado muy degradado la red de miradores que rodeaban la base de la colina, característicos de la zona sobre la Playa de Ereaga.
En 1919 dona al Museo de Bellas Artes de Bilbao el cuadro "El rapto de Europa" de Marten de Vos.

## Satélite HORACIO
El satélite Horacio de la compañía vasca de tecnología espacial SATLANTIS, recibe su nombre de Horacio Echevarrieta, un destacado empresario e industrial vasco, en reconocimiento a su espíritu innovador y sus contribuciones a la industria vasca. De manera similar, el satélite Horacio representa el avance tecnológico de vanguardia en la Observación de la Tierra. Forma parte de la serie de misiones de Satlantis y está equipado con el instrumento óptico iSIM-90, que proporciona imágenes de alta resolución para aplicaciones como la detección de metano y la monitorización de infraestructuras. Esta es la sexta misión de observación de la Tierra de Satlantis y su tercer satélite con solución completa, con un sistema óptico de última generación que incluye capacidades en los espectros visible, infrarrojo y de agilidad. El CubeSat de 16U fue lanzado con éxito desde la Base de la Fuerza Espacial de Vandenberg, en California, a bordo de un cohete Falcon 9 de SpaceX como parte de la misión Transporter-10.
Ref. https://www.satlantis.com/horaciolaunch/

## Obras sobre su figura

### Libros
- Díaz Morlán, Pablo: Horacio Echevarrieta 1870-1963. El capitalista republicano. LID Editorial. Madrid, 1999. ISBN 978-84-88717-23-8.[15]
- Díaz Morlán, Pablo: Horacio Echevarrieta, empresario republicano. Muelle de Uribitarte Editores. Bilbao, 2011.
- Las 150 vidas de Horacio Echevarrieta. Autores: Gonzalo Arroita, María Peraita y Javier Amezaga. Edición: Surfing Challenge SL. Bilbao 2020 ISBN: 978-84-09-22366-4

### Documentales
- 2011: El Último Magnate / The Last Tycoon. Dirección: Jose Antonio Hergueta y Olivier van der Zee. Duración: 80 min. Coproducción España-Holanda-Alemania de MLK Producciones y Sincro Producción de Imagen. El film se centra en los negocios que, entre 1924-29, estableció Echevarrieta con Alemania a través de los marinos alemanes Wilhelm Canaris y Walther Lohmann. Para evitar las prohibiciones del Tratado de Versalles, la República de Weimar se sirvió de Echevarrieta, desarrollando en España tecnología militar muy sofisticada para la época. Además de fundar la aerolínea Iberia, en 1927, y una Fábrica Nacional de Torpedos, en el astillero de Cádiz se construyó el submarino E-1, el más avanzado del momento. Este u-boot aprovechaba los conocimientos de los fabricantes alemanes en la I Guerra Mundial (ocultos en Holanda, bajo la compañía I.v.S., un conglomerado de astilleros alemanes participado por su Marina) y que iba a servir de prototipo a los siguientes modelos de u-boot, las series I-A y el célebre tipo VII. Echevarrieta acabaría construyendo el E-1 entre 1929-31 sobre la base de un compromiso verbal con Alfonso XIII y Miguel Primo de Rivera: si cumplía las condiciones técnicas prometidas, sería adquirido por la Armada Española. El submarino las cumplió, y con creces, pero cuando esas pruebas tuvieron lugar, en la base naval de Cartagena, tanto el Dictador como el Rey ya estaban fuera de España. A pesar de su vocación republicana, Echevarrieta pagó cara su amistad con Alfonso XIII, siendo rechazada la compra por los sucesivos gobiernos de la II República. A pesar de su superioridad técnica, y de haber cumplido su sueño de construir la mejor nave, el submarino E-1 iba a convertirse en el punto de inflexión de Echevarrieta. Aprovechando esta aventura, "El Último Magnate" ofrece una intensa mirada sobre el personaje de Echevarrieta, sus negocios y su tiempo, pero también al trasfondo secreto alemán para iniciar su rearme antes de la llegada del nacionalsocialismo, durante la República de Weimar, una época en que todo parecía posible.[16]